# 拳法
拳法（けんぽう、やわら）とは、突きや蹴りなどの当身技を中心とした『徒手武術』を意味する。

## 概要
かつて、拳法という用語は柔術の異称として使用されていたことがある。現在、日本で拳法と名の付く代表的な武道として『日本拳法』と『少林寺拳法』を挙げることができる。前者は大学を中心にいくつかの団体に分裂して普及しており、スポーツ競技化した一面も持つと言われている。また警察逮捕術と自衛隊徒手格闘術は日本拳法をベースとして構成された。一方で少林寺拳法は仏教系新宗教を背景にして幅広い層に普及している。
日本拳法と少林寺拳法共に日本発祥の武道であり、どちらも『精神性』を重視している所が日本文化的と言える。
少林寺拳法は宗（中野）道臣（みちおみ・後のどうしん）が香川を拠点に、日本拳法は澤山宗海（さわやまむねおみ・本名 澤山勝）が大阪を中心に活動を始め発展した全く別の拳法であり、技術体系も大きく異なっている。

## 日本拳法と少林寺拳法の違い
日本拳法
日本拳法は、柔道家であった澤山が、当身技が柔道形にあるにもかかわらず試合での使用を禁止されていることから練習体系を確立するために、空手道を参考にして大日本拳法として創始し、戦後に日本拳法と改称した。独自の防具を用い実際に加撃することが特徴であり、空手道などと互いに影響を及ぼしながら技術体系が錬られていった。ボクシングの渡辺二郎やキックボクシングの猪狩元秀（現、NPO 法人日本拳法協会主席師範）などの世界チャンピオンを輩出し、自衛隊の自衛隊徒手格闘の原形に、また警察の逮捕術にもその技術が導入されたことでも知られている。特筆すべきは自由組手の形式をいちはやく確立していたことである（現在の日本拳法では「組手」という用語は用いていない）。
少林寺拳法
少林寺拳法は宗が戦前から戦中にかけて中国で特務機関の活動をしている際に学んだ各種の中国拳法に幼少時に学んだ日本の柔術を加味し創始した日本発祥の武道である。護身術を中心とした技術体系を持ち、「自己確立」と「自他共楽」、「強さを競わない」などの理念が幅広い層に受け入れられ、現在、海外31カ所に普及しており、会員は世界中で約14万人である。一般的に嵩山少林寺の少林拳と混同されがちだが、無関係である。

## 拳法と名乗っていない流派や新興流派
以上のような状況の一方に、日本の柔術にも当身技が多い流派はいくつかある。現存する流派で代表的なものに、柳生心眼流、諸賞流、天神明進流などがあるが、特に拳法と名乗っているわけではない。また、近代に創始された拳法を名乗る流派では和道流柔術拳法や神道天心流などがある。